# Jenna von Oÿ
Jenna von Oÿ est une actrice américaine née le 2 mai 1977 à Danbury, Connecticut (États-Unis).

## Biographie
Elle vit à Nashville. Elle est mariée à Brad Bretcher depuis octobre 2010. Elle a deux filles, Gray et Marlowe.

## Filmographie
- 1986 : The Kingdom Chums: Little David's Adventure (TV) : Mary Ann
- 1987 : At Mother's Request (TV) : Audrey Schreuder
- 1989 : Né un 4 juillet (Born on the Fourth of July) : Young Suzanne
- 1990 : Petite Fleur (Blossom) (série télévisée) : Six LeMeure (1991-1995)
- 1990 : Lenny (série télévisée) : Kelly Callahan
- 1995 : A Goofy Movie : Stacey (voix)
- 1995 : Family Values (série télévisée) : Phoebe Huck
- 1995 : Family Values (TV) : Beebee Huck
- 1996 : She Cried No (TV) : Jordan
- 1997 : Mort sur le Campus (Dying to Belong) (TV) : Shelby Blake
- 1997 : Pepper Ann (série télévisée) : Trinket St. Blaire (voix)
- 2001 : What's with Andy? (série télévisée) : Jen (2001-2002) (voix)
- 2002 : Final Breakdown : Kellie